# Fur Seal Cove
Die Fur Seal Cove (englisch für Pelzrobbenbucht) ist eine kleine Bucht an der Südküste von Signy Island im Archipel der Südlichen Orkneyinseln. Sie liegt zwischen dem Lenton Point und der Gourlay-Halbinsel.
Das UK Antarctic Place-Names Committee benannte sie 1991 nach der großen Zahl an Pelzrobben, welche diese Bucht und die angrenzende Küstenlinie besiedeln.